# Sammy McCrory
Samuel McKee „Sammy“ McCrory (* 11. Oktober 1924 in Belfast; † 4. Mai 2011 in Donaghadee) war ein nordirischer Fußballspieler und -trainer. Als Halbstürmer gewann er mit dem Linfield FC zwei Pokaltrophäen, bevor es ihn in den englischen Profifußball zog, wo er zwischen 1946 und 1960 in der zweiten und dritten Liga für Swansea Town, Ipswich Town, Plymouth Argyle und Southend United aktiv war. Dazu bestritt er im November 1957 beim 3:2-Sieg gegen England in Wembley ein einziges A-Länderspiel für Nordirland und war Teil des Kaders für die WM-Endrunde 1958 in Schweden. Dort kam er jedoch nicht zum Einsatz.

## Sportlicher Werdegang
Der im Osten von Belfast geborene McCrory schloss sich im April 1944 während des Zweiten Weltkriegs dem Linfield FC an. Zu einer Zeit, als der offizielle Ligaspielbetrieb noch ruhte, konnte er mit dem Klub in den Jahren 1945 und 1946 jeweils den nordirischen Pokal gewinnen. Dabei traf er in beiden Finalpartien, zunächst zweifach gegen den Glentoran FC (4:2) sowie im Jahr darauf mit einem Tor gegen den Distillery FC (3:0). McCrory stach dabei aus der Mannschaft heraus als beweglicher und trickreicher Halbstürmer und im Oktober 1946 verpflichtete ihn der walisische Klub Swansea Town für eine Ablösesumme von 4.750 Pfund. Insgesamt hatte er für Linfield 60 Treffer in 91 Pflichtspielen erzielt.
Die „Swans“ kämpften in der ersten Nachkriegssaison 1946/47 um den Klassenerhalt in der zweithöchsten englischen Spielklasse. Obwohl McCrory bei seinem Debüt ein Tor gelang, blieb der erhoffte Leistungsschub in der Mannschaft aus und der Klub stieg nach 21 Jahren Zugehörigkeit zur Second Division in die Drittklassigkeit ab. Zwei Jahre später gelang die Rückkehr und McCrory trug in der Spielzeit 1948/49 mit 19 Toren in 37 Spielen maßgeblich zur Meisterschaft in der Third Division North bei. Im gleichen Jahr zog er mit seinen Mannen ins Finale des walisischen Pokals ein, verlor dort jedoch mit 0:2 gegen den Merthyr Tydfil FC. Im März 1950 heuerte McCrory gemeinsam mit Jim Feeney für eine Ablösesumme von insgesamt 10.500 Pfund in der dritten Liga bei Ipswich Town an, wobei die beiden schon gemeinsam in Linfield gespielt hatten. Bei den „Tractor Boys“ fiel McCrory die Eingewöhnung zunächst schwer mit nur zwei Toren in den ersten zwölf Spielen. In der Partie gegen den FC Aldershot war er im April 1950 zudem der erste Spieler in der Vereinsgeschichte, der des Feldes verwiesen wurde. In den folgenden beiden Jahren fand er schließlich zu alter Stärke zurück und erzielte im November 1950 bei Crystal Palace (3:1) einen Hattrick. Trotz dieses Aufwärtstrends verblieb Ipswich im Drittliga-Mittelfeld und im August 1952 nutzte er die Gelegenheit, mit dem Wechsel zu Plymouth Argyle in die Second Division zurückzukehren. Mit gerade einmal elf Toren in drei Jahren blieb er aber bei den „Pilgrims“ weit hinter den Erwartungen zurück und so ging es für den mittlerweile 30-Jährigen erneut eine Spielklasse tiefer, nunmehr zu Southend United.
An der englischen Südostküste fand McCrory schließlich sein Glück und entwickelte sich zum Publikumsliebling. Höhepunkt war die Saison 1957/58, in der er mit 31 Ligatreffern Torschützenkönig wurde und auch in den Fokus der nordirischen Nationalmannschaft geriet. Hier empfahl er sich mit einer herausragenden Leistung plus Tor in der B-Mannschaft gegen Rumänien (6:0), bevor er am 6. November 1957 gegen England seinen Einstand gab. Er war mit 33 Jahren der älteste Debütant in der nordirischen Nationalmannschaftshistorie und der mit vielen Nordiren aus dem englischen Profifußball gespickten Mannschaft gelang ein 3:2-Sieg, der erste nordirische Erfolg in Wembley überhaupt. Dazu hatte auch McCrory mit seinem Tor zum zwischenzeitlichen 2:1 in der 60. Minute beigetragen. Anschließend berief ihn Trainer Peter Doherty auch in den nordirischen Kader für die anstehende WM-Endrunde 1958 in Schweden. Trotz einiger Verletzungen und guter Eindrücke im Training kam er dort jedoch nicht zum Einsatz. Auch nach dem Turnier folgte kein weiteres Länderspiel mehr für ihn. Nach zwei weiteren Jahren verabschiedete sich McCrory nach 188 Toren in 457 Ligapartien vom Profifußball und schloss sich Cambridge United an. Daraufhin arbeitete er als Spielertrainer in der nordirischen Heimat für den Crusaders FC. Später betrieb er in Donaghadee die Gaststätte Port O’Call, wobei George Best im Jahr 1969 Ehrengast bei der Eröffnungszeremonie war. Mehr als vier Jahrzehnte später verstarb McCrory Anfang Mai 2011.

## Titel/Auszeichnungen
- Nordirischer Pokal (2): 1944/45, 1945/46
- Gold Cup (1): 1944/45